# Banknock
Banknock es una localidad situada en el área del concejo de Falkirk, en Escocia (Reino Unido). Tiene una población estimada, a mediados de 2021, de 2400 habitantes.
Está ubicada al sur de la parte más interior del fiordo de Forth, a poca distancia al oeste de Edimburgo.